# 嬉野市立嬉野小学校
嬉野市立嬉野小学校（うれしのしりつ うれしのしょうがっこう）は、佐賀県嬉野市嬉野町大字下宿乙にある市立の小学校。

## 概要
歴史
1873年（明治6年）創立。数回の改組・改称を経て、現校名になったのは2006年（平成18年）。2023年（令和5年）に創立150周年を迎えた。
校訓
「強く 正しく 美しく」
校章
中央に校名の頭文字「嬉」を配している。
校歌
作詞は古賀残星、作曲は小松清による。歌詞は3番まであり、各番の歌詞中に校名の「うれしの」が登場する。
校区
嬉野市嬉野町のうち「今寺、下宿、内野内野山、温泉一区、温泉二区、温泉三区、温泉四区、嬉野医療センター、井手川内、下野、下吉田」。中学校区は嬉野市立嬉野中学校。

## 沿革
- 1873年（明治6年）9月 - 瑞光寺「時習小学校」が創立。
- 1878年（明治11年）3月 - 下野分校・大野原分校を設置。
- 1879年（明治12年）5月 - 不動小学校を統合の上、不動分校とする。
- 1883年（明治16年）- 「中等公立嬉野小学校」に改称。
- 1886年（明治19年）- 狩立分校を設置。
- 1887年（明治20年）
  - この年 - 小学校令の施行により、尋常科（4年制）を設置の上、「尋常嬉野小学校」に改称。
  - 10月 - 尋常岩屋小学校を統合の上、岩屋分校とする。
- 1889年（明治22年）4月1日 - 町村制の施行により、藤津郡西嬉野村、東嬉野村、吉田村が成立。
- 1892年（明治25年）- 「嬉野尋常小学校」に改称。
- 1894年（明治27年）1月 - 高等科を併置の上、「嬉野尋常高等小学校」に改称。また、3分校が分離の上、「岩屋尋常小学校」・「下野尋常小学校」・「不動尋常小学校」として独立。大野原分校を岩屋尋常小学校に、狩立分校を不動尋常小学校に移管。
- 1907年（明治40年）
  - 3月31日 - 東西嬉野学校組合を解除。
  - 4月1日 - 西嬉野村立の小学校となる。
- 1929年（昭和4年）4月22日 - 西嬉野村が町制施行により、嬉野町となる。
- 1933年（昭和8年）4月1日 - 東嬉野村と嬉野町が合併。
- 1934年（昭和9年）4月1日 - 東嬉野尋常高等小学校を統合。
- 1936年（昭和11年）1月 - 下吉田分教場を設置。
- 1941年（昭和16年）4月1日 - 国民学校令の施行により、「嬉野町国民学校」に改称。
- 1947年（昭和22年）4月1日 - 学制改革により、嬉野町国民学校初等科が「嬉野町立嬉野小学校」に改組・改称。
- 1952年（昭和27年）4月1日 - 上岩屋分校を設置。
- 1963年（昭和38年）
  - 4月 - 大草野式浪地区が塩田町から嬉野町に編入されたため、該当地区の児童が塩田町嬉野町学校組合立大草野小学校へ転出。
  - 12月 - 下吉田分校校舎を改築。
- 1967年（昭和42年）2月 - 完全給食を開始。
- 1969年（昭和44年）3月 - 校舎を改築。
- 1973年（昭和48年）11月 - 創立100周年記念式典を挙行。
- 1979年（昭和54年）3月31日 - 下吉田分校が閉校。
- 1990年（平成2年）
  - 3月31日 - 上岩屋分校が閉校。
  - 4月1日 - 通学区域の変更により、湯野田・岩屋川内地区の児童が嬉野市立轟小学校へ転出。
- 1994年（平成6年）
  - 4月 - 新校舎へ移転完了。
  - 6月 - プールが完成。
  - 8月 - テニスコートが完成。
- 1995年（平成7年）4月 - ことばの教室を開設。
- 2006年（平成18年）1月1日 - 市町村合併により、「嬉野市立嬉野小学校」（現校名）に改称。
- 2014年（平成26年）4月 - コミュニティースクールに指定される。
- 2019年（平成31年）3月 - 放課後児童クラブ施設が完成。

旧・東嬉野尋常高等小学校
- 1875年（明治8年）3月 - 岩屋川内の岩泉寺内に「岩屋小学校」が創立。
- 1878年（明治11年）3月 - 嬉野村下野に「嬉野小学校 下野分校」が設置される。岩屋小学校を宮の前に新築移転。
- 1887年（明治20年）10月 - 岩屋小学校が統合により「尋常嬉野小学校 岩屋分校」となる。同時に、下野分校は「尋常嬉野小学校 下野分校」に改称。
- 1892年（明治25年）4月 - 「嬉野尋常小学校 岩屋分校」・「嬉野尋常小学校 下野分校」に改称。
- 1894年（明治27年）1月 - 嬉野尋常小学校より分離の上、「岩屋尋常小学校」・「下野尋常小学校」として独立。岩屋校に大野原分校が移管される。
- 1903年（明治36年）3月 - 下野校の校舎が完成。
- 1904年（明治37年）- 下野校に農業補習学校が併置される。
- 1905年（明治38年）9月 - 岩屋校、校舎を宮の南に移転新築。
- 1907年（明治40年）4月 - 岩屋校に高等科を併置の上、「東嬉野尋常高等小学校」に改称。
- 1908年（明治41年）
  - 4月 - 下野尋常小学校を統合。
  - 9月 - 新校地（現嬉野市立嬉野中学校校地）に建設中の校舎の一部が完成し、尋常科3年以上の児童を収容。
- 1909年（明治42年）4月 - 旧下野校舎を移築し校舎が完成したため、全児童を新校舎に収容。大野原分教場の校舎が完成。
- 1910年（明治43年）3月 - 旧岩屋校舎を移築し、校舎第二棟が完成。
- 1912年（明治45年）3月 - 大野原分校が分離の上、大野原尋常小学校として独立。
- 1923年（大正12年）3月 - 裏校舎の東側に2教室を増築。
- 1934年（昭和9年）3月31日 - 嬉野尋常高等小学校への統合により、閉校。
  - 東嬉野尋常高等小学校の校地は、その後、青年学校により継承され、現在は嬉野市立嬉野中学校の校地となっている。

## 交通
最寄りの鉄道駅
- JR九州 西九州新幹線「嬉野温泉駅」

最寄りのバス停留所
- 下吉田線「嬉野小学校前」停留所

最寄りの幹線道路
- 国道34号
- 長崎県道・佐賀県道1号佐世保嬉野線　「鷹ノ巣」交差点
- 長崎自動車道 「嬉野IC」

## 周辺
- 嬉野市役所 嬉野庁舎
- 嬉野市嬉野図書館
- うれしの市民センター
- JAさが嬉野支所
- 嬉野ルンビニこども園
- 嬉野温泉病院
- 嬉野市嬉野保健センター
- 嬉野老人福祉センター
- 鷹ノ巣公園・テニスコート

## 参考資料
- 「嬉野町史 下巻」（1979年（昭和54年）11月, 嬉野町史編さん執筆委員会）p.338～p.340